# Путхия (подокруг)
Путхия (бенг. পুঠিয়া, англ. Puthia) — подокруг на северо-западе Бангладеш. Входит в состав округа Раджшахи. Образован в 1869 году. Административный центр — город Путхия. Площадь подокруга — 192,64 км². По данным переписи 1991 года численность населения подокруга составляла 149 405 человек. Плотность населения равнялась 827 чел. на 1 км². Уровень грамотности населения составлял 25,5 %. Религиозный состав: мусульмане — 91 %, индуисты — 6,5 %, христиане — 0,27 %, прочие — 2,23 %.